# Wunna (singolo)
Wunna è un singolo del rapper statunitensi Gunna, pubblicato il 18 maggio 2020.

## Tracce
1. Wunna – 2:38